# Erythrina polychaeta
Erythrina polychaeta là một loài rau đậu thuộc họ Fabaceae.
Loài này chỉ có ở Ecuador. Môi trường sống tự nhiên của chúng là vùng núi ẩm nhiệt đới hoặc cận nhiệt đới.